# Denkmalschutz in Hessen
Der Denkmalschutz in Hessen ist in Artikel 62 der Verfassung des Landes Hessen verankert und durch das Hessische Denkmalschutzgesetz im Einzelnen geregelt. Die zuständige Behörde ist das Landesamt für Denkmalpflege Hessen (LfDH). Im Rahmen von Güterabwägungen stellt er einen öffentlichen Belang dar.

## Geschichte

### Baudenkmalschutz

Karolingische Torhalle (Westseite) des Klosters Lorsch, deren geplanter Abriss 1818 den Denkmalschutz-Erlass Großherzog Ludwig I. auslöste – heute: UNESCO-Welterbe

Eine erste Schutzbestimmung für vaterländische Altertümer – die erste in Deutschland – wurde 1818 im Großherzogtum Hessen in Kraft gesetzt. Hier entstand 1902 auch das erste kodifizierte Denkmalschutzgesetz Deutschlands, das Gesetz, den Denkmalschutz betreffend vom 16. Juli 1902.
Eine wichtige Rolle in der Entwicklung des hessischen Denkmalschutzes kam Friedrich Bleibaum zu, seit 1926 Bezirksdenkmalpfleger für den Regierungsbezirk Kassel. Das Amt des Bezirkskonservators wurde damals um eine Gruppe von Mitarbeitern, zwei Kunsthistoriker und einen Architekten, die sich um die Erfassung der Denkmäler kümmerten, sowie um einen Fotografen, einen Verwaltungsinspektor und entsprechende Schreibkräfte verstärkt. 1940 wurden die Bezirksdenkmalämter in Kassel und Wiesbaden für die gesamte preußische Provinz Hessen-Nassau in Marburg zusammengefasst. Noch unter der Administration der US-amerikanischen Besatzungsmacht wurde er zum Landeskonservator ernannt. Versuche des Hessischen Innenministeriums, den Landeskonservator in die Regierungspräsidien einzugliedern, wurde seitens des damals fachlich zuständigen Kultusministeriums abgewehrt. 1950 schied Friedrich Bleibaum aus dem aktiven Dienst und 1951 wurde die Denkmalverwaltung daraufhin umstrukturiert: Die Verwaltung der Staatlichen Schlösser und Gärten Hessen wurde aus der Denkmalverwaltung herausgelöst, aber noch mit demselben Behördenleiter versehen, der zugleich auch der zuständige Referent im Kultusministerium war: Karl Nothnagel (1898–1958). 1955 wurde die Denkmalverwaltung wieder in eigene Hände gegeben. Die zur Verfügung stehenden Mittel waren bescheiden: Sie lagen Anfang der 1950er Jahre jährlich bei etwas mehr als 200.000 DM.

### Bodendenkmalschutz

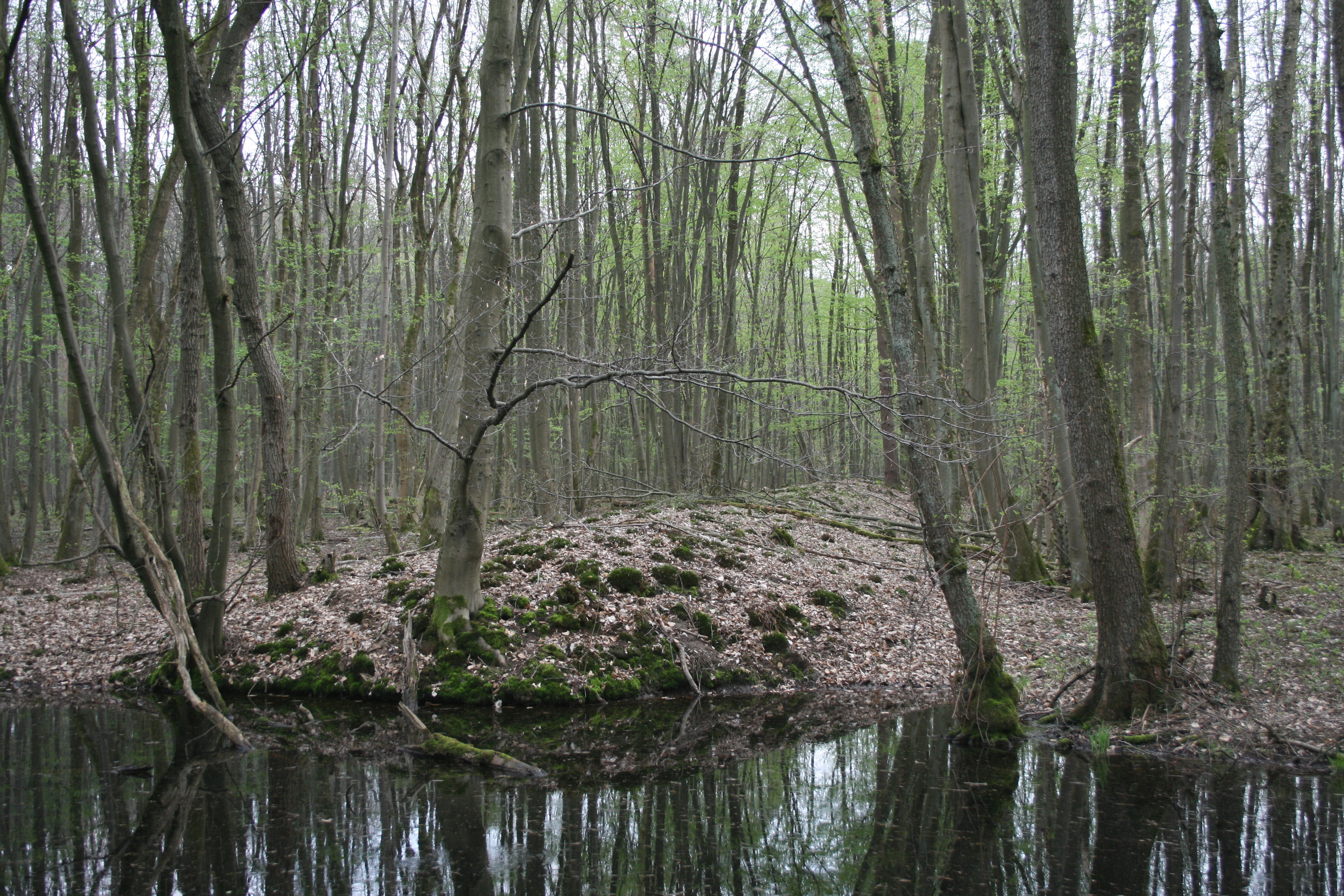
Obergermanischer Limes – UNESCO-Welterbe – in der Bulau bei Erlensee.

Auch im Bereich des Bodendenkmalschutzes wies Hessen die älteste einschlägige Rechtsgrundlagen im deutschen Sprachraum auf: Die Verordnung, die Erhaltung der im Lande befindlichen Monumente und Alterthümer betreffend, die Landgraf Friedrich II. von Hessen-Kassel am 22. Dezember 1780 erließ.
Die Verwaltung der Bodendenkmalpflege hat sich von der Baudenkmalpflege getrennt entwickelt und wurde mit dieser erst im letzten Viertel des 20. Jahrhunderts endgültig durch das Hessische Denkmalschutzgesetz vereint. Dabei bestanden unterschiedliche Traditionen: Während im Volksstaat Hessen (dem früheren Großherzogtum) das Hessische Landesmuseum Darmstadt die Aufgaben der Bodendenkmalpflege in staatlicher Hand wahrnahm, beruhte sie im ehemaligen preußischen Gebiet auf einem ehrenamtlich tätigen „Vertrauensmann“, der seinen Sitz in Wiesbaden hatte und dem Landesamt für kulturgeschichtliche Bodenaltertümer vorstand und dem Bezirkskommunalverband zugeordnet war. 1953 wurde aus beiden Einrichtungen das staatliche Amt für Bodendenkmalpflege gebildet. Die zur Verfügung stehenden Mittel waren noch bescheidener als in der Baudenkmalpflege: Sie lagen Anfang der 1950er Jahre jährlich zwischen 20.000 und 30.000 DM. Zunächst waren die drei Ämter in Wiesbaden, Marburg und Darmstadt weitgehend selbstständig, 1973 wurden sie unter Fritz-Rudolf Herrmann zur Dienststelle des „Landesarchäologen von Hessen“ zusammengefasst.

### Vereinigte Denkmalpflege

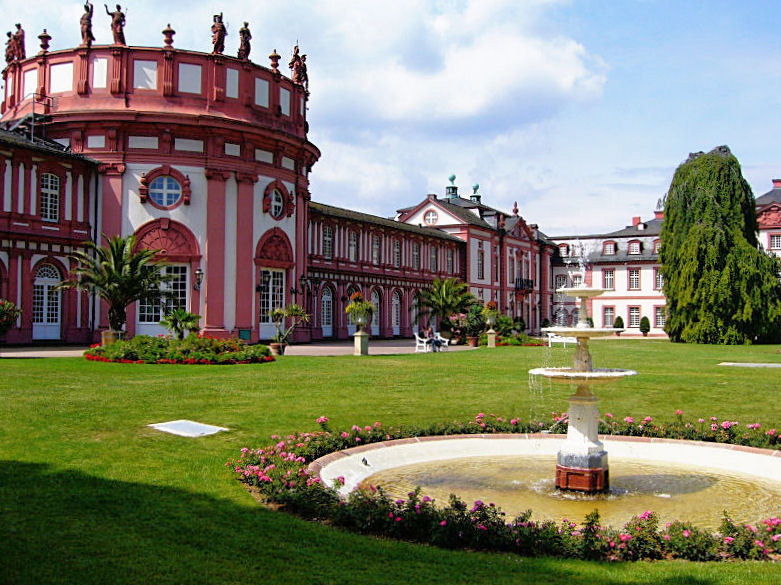
Schloss Biebrich – Sitz des Landesamtes für Denkmalpflege Hessen

Das Land Hessen wurde in seiner heutigen Form erst 1945 geschaffen. Die Vorgängerterritorien, aus denen es sich zusammensetzt, brachten alle ihre eigenen denkmalschutzrechtlichen Bestimmungen mit. Dieser zersplitterte Rechtszustand hielt bis zum Jahr 1974 an, als das erste gesamthessische Denkmalschutzgesetz geschaffen wurde. Damals gab es bereits ca. 150 Bürgerinitiativen zum Denkmalschutzgesetz in Hessen. 1975 folgte das Europäische Denkmalschutzjahr unter dem Motto: Eine Zukunft für unsere Vergangenheit. 1986 wurde das Hessische Denkmalschutzgesetz grundsätzlich überarbeitet und gilt in dieser Form – mit geringfügigen Änderungen – bis heute.

## Denkmallandschaft

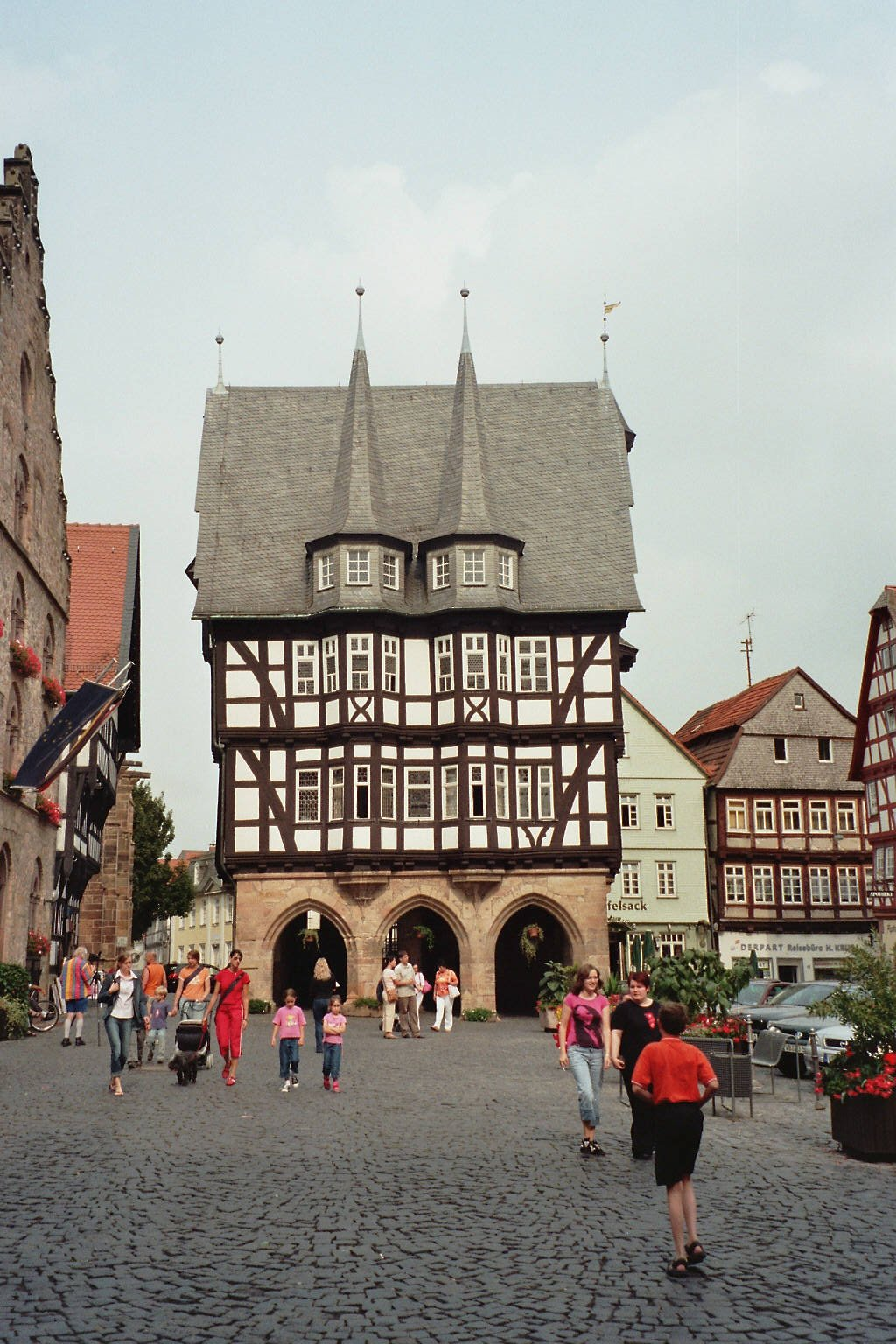
Rathaus von Alsfeld

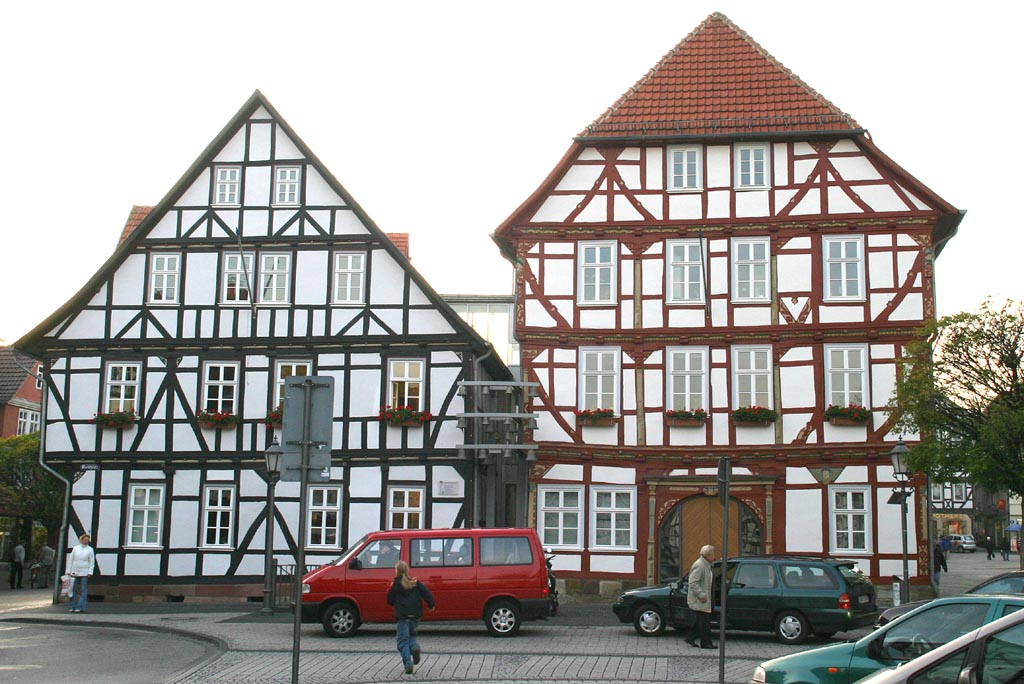
Eschwege, Altes Rathaus

Die hessische Denkmallandschaft ist geprägt von „Alltagsdenkmälern“. Dazu zählen – besonders in den ländlichen Gebieten und Nordhessen – viele Fachwerkgebäude. Im Zweiten Weltkrieg wurden fast alle hessischen Städte durch alliierte Luftangriffe ganz erheblich beschädigt und ein erheblicher Teil der überkommenen Denkmäler zerstört.
Im allgemeinen Bewusstsein der Aufbaujahre nahmen historische Bauwerke nur einen geringen Stellenwert ein. Aus verschiedenen Gründen wurden Denkmäler in nicht unerheblicher Zahl beseitigt. Nach dem Schlagwort von der „autogerechten Stadt“ wurde versucht, Städte und Dörfer dem wachsenden Verkehr anzupassen, was zu Straßendurchbrüchen und dem Verlust vieler historischer Denkmalensembles, aber auch wertvoller Einzelbauten führte. Die Überlastung historischer Stadtkerne durch zunehmenden Autoverkehr und der Unterschied im Wohnkomfort zu Neubauten führten dazu, dass Bewohner in Neubaugebiete am Stadtrand abwanderten und Stadtkerne verfielen. Baudenkmäler kamen in den Ruf der Unwirtschaftlichkeit. Dazu gab es technische Probleme für die Denkmalpflege, weil das Handwerk und dessen traditionelle Fertigkeiten zurückgingen und die Bauindustrie vermehrt auf industrielle Produktion setzte. Der Einsatz von Handarbeit wurde so immer teurer, Neubauten erschienen billiger als Reparaturen. Alte Baumaterialien waren kaum noch zu beschaffen, neue Kunststoffe wirkten an historischen Bauten verunstaltend oder trugen gar zur Zerstörung der Substanz bei. Diese voranschreitende Zerstörung des gebauten Lebens- und Wohnumfeldes erzeugte ab 1970 einen Bewusstseinswandel in der Öffentlichkeit zu Gunsten des Denkmalschutzes. Vom wachsenden Engagement der Bürger für ihre Umwelt profitierte auch der Denkmalschutz. So wandte sich z. B. in Frankfurt die Aktionsgemeinschaft Westend als erste Bürgerinitiative der Rettung historischer Bauten zu. 1974 gab es in Hessen bereits rund 150 Bürgerinitiativen zum Denkmalschutz. Das Land Hessen reagierte auf diese neue Entwicklung mit dem ersten gesamthessischen Denkmalschutzgesetz, das 1974 in Kraft trat. Unterstrichen wurde die Entwicklung durch das Europäische Denkmalschutzjahr 1975. Ab jetzt konnte die hessische Denkmalpflege über einen Zeitraum von knapp 20 Jahren einen erheblichen Zuwachs in ihrer materiellen, personellen und rechtlichen Ausstattung verzeichnen.
Heute besitzt Hessen etwa 60.000 Baudenkmäler – die Zahl der Bodendenkmäler ist, da sie zu einem Teil verborgen und deshalb nicht bekannt sind, seriös nicht zu beziffern. Große Probleme gibt es hinsichtlich der demografischen Entwicklung in Hessen. Die ländlichen Räume im Nord-Osten des Landes und der Odenwald entleeren sich zunehmend, was Leerstand und Gefährdung für Baudenkmäler bedeutet. Dagegen gibt es im Rhein-Main-Ballungsraum weiterhin erheblichen Druck auf Bau- und Bodendenkmäler durch Neubauvorhaben.

## Derzeitige Situation

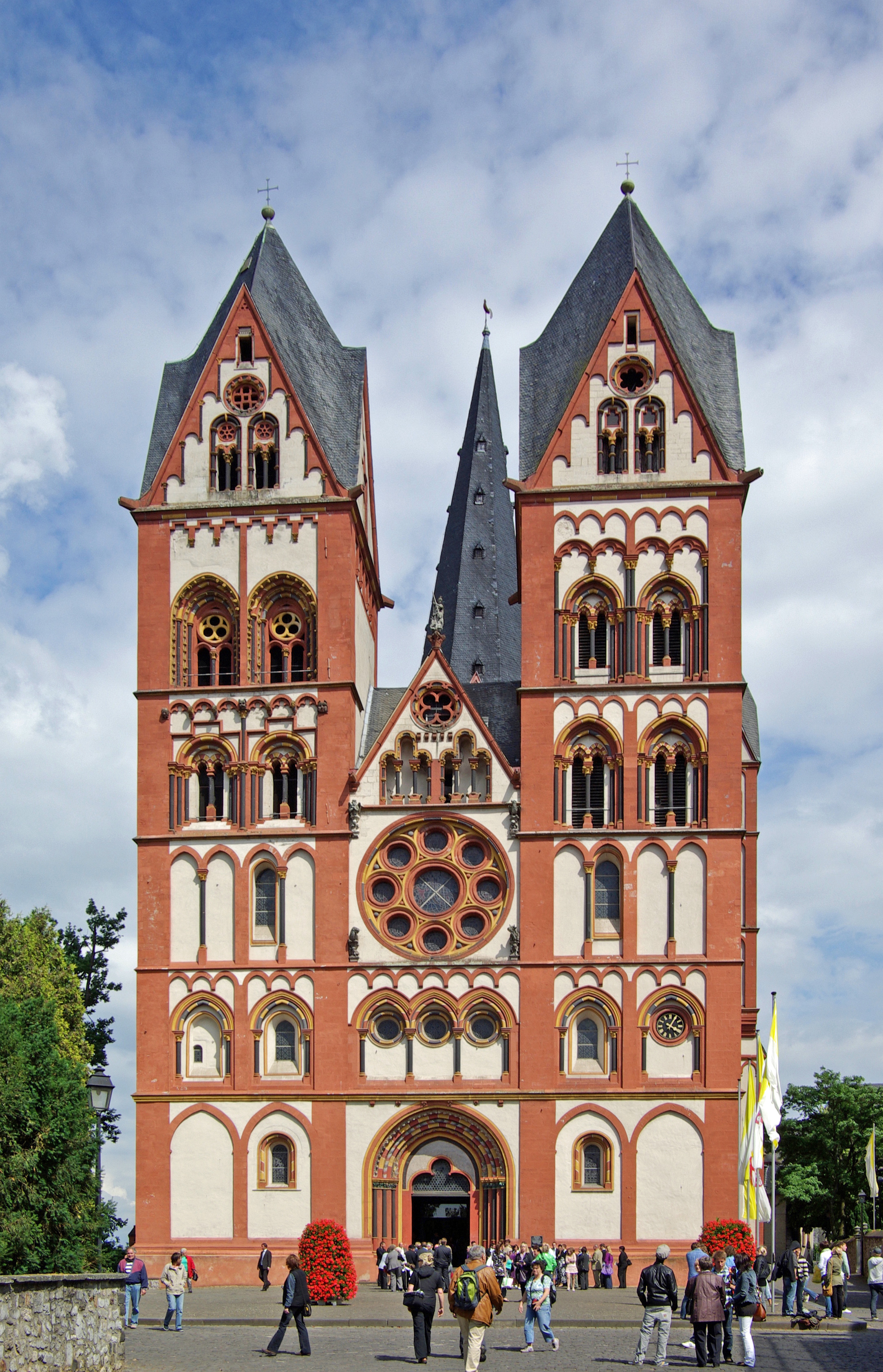
Limburger Dom

Der Verwaltungsaufbau der hessischen Denkmalverwaltung ist – im Gegensatz zum übrigen Verwaltungsaufbau des Landes Hessen – zweistufig. Es gibt die Oberste Denkmalschutzbehörde, das Hessische Ministerium für Wissenschaft und Kunst und 36 untere Denkmalschutzbehörden. Diese bestehen in allen Landkreisen, allen kreisfreien Städten und allen Städten mit Sonderstatus, da diese in Hessen eine eigene Bauverwaltung unterhalten.
Die Denkmalfachbehörde, das Landesamt für Denkmalpflege Hessen, steht außerhalb dieses Verwaltungszuges und ist dem Hessischen Ministerium für Wissenschaft und Kunst direkt nachgeordnet. Im Landesamt ist landesseitig die Kompetenz für Denkmalpflege gebündelt. Das Landesamt für Denkmalpflege Hessen berät die Denkmalschutzbehörden in denkmalfachlichen Fragen, unterstützt Eigentümer von Kulturdenkmälern bei deren Pflege, Untersuchung und Wiederherstellung, inventarisiert die Kulturdenkmäler in Hessen, führt das Denkmalbuch und erforscht die Kulturdenkmäler als Beitrag zur Landesgeschichte. Es verwaltet auch die Zuwendungsmittel des Landes Hessen, mit denen der denkmalpflegerische Mehraufwand bei Erhaltungs- und Restaurierungsmaßnahmen an Kulturdenkmälern, den deren Eigentümer zu leisten haben, bezuschusst wird. Im Jahr 2010 standen dafür 8,14 Mio. Euro zur Verfügung. Weiter stellt das Landesamt für Denkmalpflege Hessen Steuerbescheinigungen für das Geltendmachen von denkmalpflegerischem Mehraufwand bei Erhaltungs- und Restaurierungsmaßnahmen an Kulturdenkmälern aus, damit deren Eigentümer diese steuermindernd gemäß §§7i, 10f, 10g, 11b Einkommensteuergesetz geltend machen können.

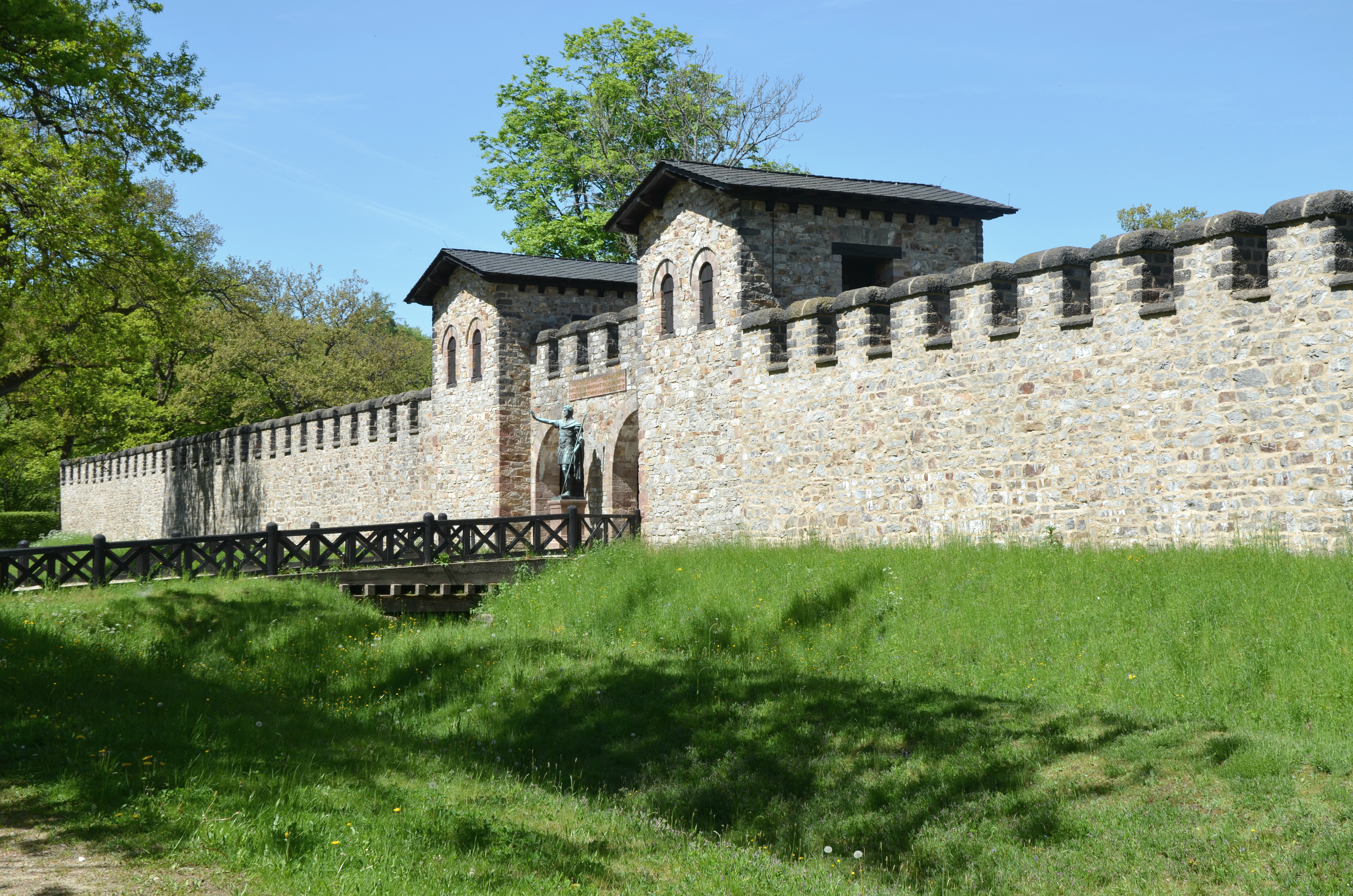
Saalburg

Die Bodendenkmalpflege im Landesamt für Denkmalpflege Hessen firmiert unter der Marke hessenARCHÄOLOGIE. Über das Kerngeschäft der bodendenkmalpflegerischen Maßnahmen hinaus zählt dazu auch das „dezentrale archäologische Landesmuseum“, zu dem die Saalburg und die Keltenwelt am Glauberg (Eröffnung 2011) zählen.
Sowohl bei der obersten als auch bei den meisten unteren Denkmalschutzbehörden sind beratende, unabhängige, fachkundige Gremien eingerichtet. Auf Landesebene heißt dieses Landesdenkmalrat, bei den unteren Denkmalschutzbehörden Denkmalbeirat.

## Dokumentation
Die Kulturdenkmäler in Hessen werden durch das Landesamt für Denkmalpflege Hessen dokumentiert, Baudenkmäler in der Reihe Denkmaltopographie Bundesrepublik Deutschland und in einer Online-Datenbank, Bodendenkmäler in der Reihe Fundberichte aus Hessen. Sowohl die Reihe Denkmaltopographie als auch die Online-Datenbank decken zurzeit die Fläche des Landes nur teilweise ab. Langfristiges Ziel ist die vollständige Dokumentation und Publikation der Kulturdenkmäler. Die Erfassung der Baudenkmäler erfolgt nach den Landkreisen, kreisfreien Städten und Städten mit Sonderstatus. Die gedruckten Dokumentationen geben die Kulturdenkmäler wieder, die zum Zeitpunkt, zu dem die Dokumentation erstellt wurde, erkannt worden sind. Dies kann zu Diskrepanzen gegenüber dem aktuellen Denkmalbestand führen.

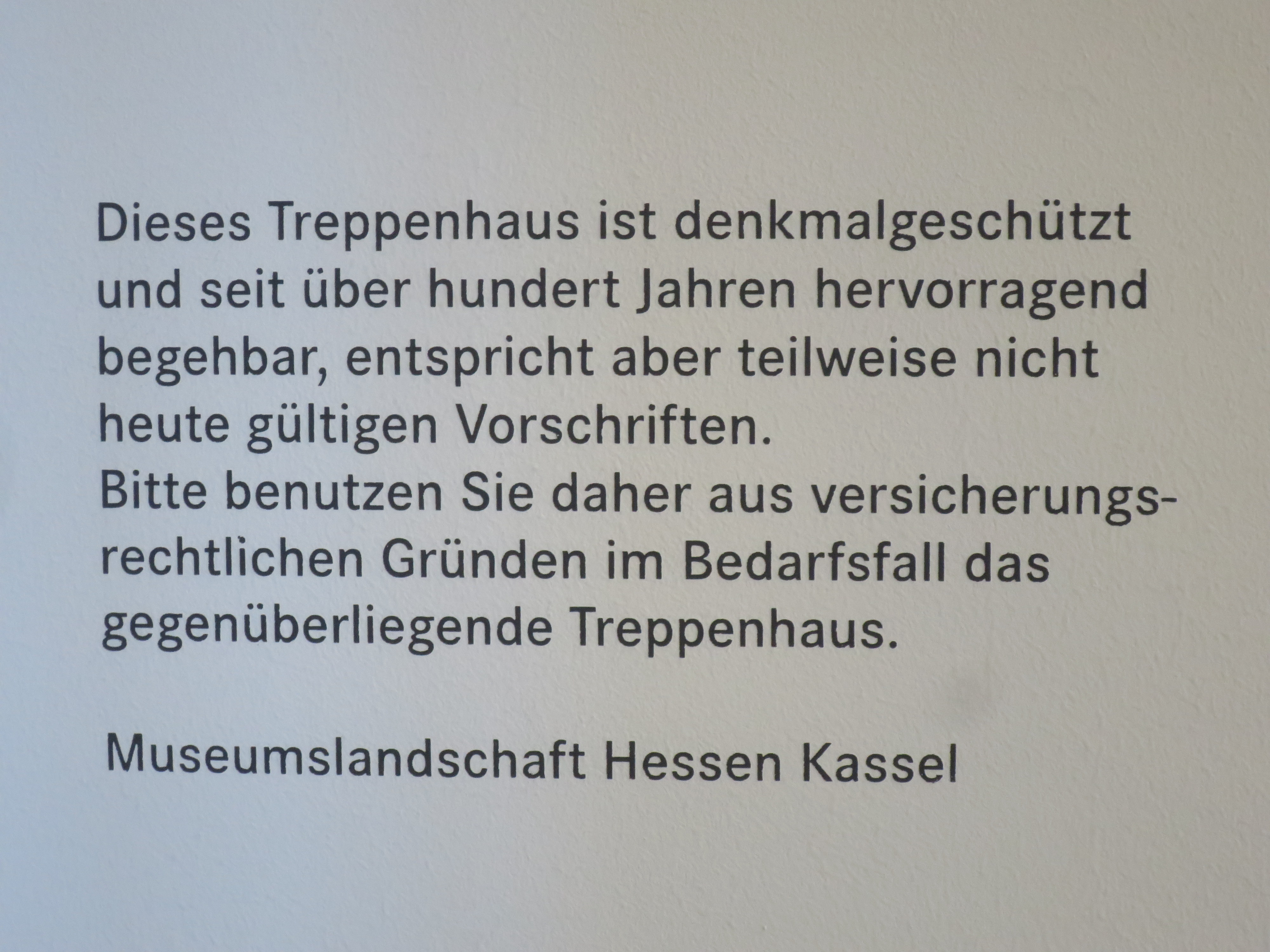
Konfliktfall: Modernes Baurecht und historische Bausubstanz